# Hesse Goldschmidt
Hesse (Hesekiel) Beer Goldschmidt (geb. 1689/1690 in Kassel; gest. 24. April 1733 ebenda) war ein deutscher Kaufmann und Begründer der Firma „Gebr. Goldschmidt Indigo- u. Farbwarenhandlung“.

## Leben
Goldschmidt entstammte der ältesten jüdischen Familie Kassels, dessen Stammväter die Hofbankiers Benedikt Goldschmidt (um 1575–1642) und dessen Sohn Simon Goldschmidt (um 1600–1658) waren. Hesse Goldschmidt war der Sohn des Obervorstehers der Jüdischen Gemeinde Simon Goldschmidt und dessen Ehefrau Motche. 1710 und 1728 besuchte Hesse Goldschmidt die Leipziger Messe. Um das Jahr 1715 heiratete er in Kassel Sara (Sarle) Oppenheim (* 1694/1695 in Frankfurt am Main, † 29. August 1760 in Kassel), die Tochter von Hertz Salomon Oppenheim, des Stammvaters der in Frankfurt ansässigen Bankiersfamilie Oppenheim. 1727 erhielt er die Bürgerrechte in Kassel.
1729 stiften er und seine Ehefrau Sarle einen Vorhang für die Kasseler Synagoge. Zu dieser Zeit muss er, wie zuvor schon seine Vorfahren, sehr vermögend gewesen sein; im Mai desselben Jahres zählten zu seinem Haushalt außer dem Ehepaar und ihren drei Kindern auch eine Kinderfrau, zwei Diener und zwei Mägde. 1731 erhielten Hesse und sein Bruder Benedikt Goldschmidt (um 1685–1737) ein spezielles Handelsprivileg für Waldeck.

## „Gebr. Goldschmidt Indigo- u. Farbwarenhandlung“
Hesse Goldschmidt gründete – wohl mit seinem älteren Bruder Benedikt – die später weltweit operierende „Gebr. Goldschmidt Indigo- und Farbwarenhandlung“. Dieses Unternehmen betrieb nicht nur eine Handlung mit Farbstoffen, sondern auch eine Farbenfabrik. Die Firma hatte um 1850 ihren Sitz in der Hedwigstraße 8, um 1890 dann Wolfschlucht 15 in Kassel.
Nachdem Farben in späteren Jahren nicht mehr auf natürlicher Basis, sondern überwiegend chemisch und industriell hergestellt werden, ging das Unternehmen im Jahr 1904 unter der Leitung des letzten Inhabers Hermann Goldschmidt (1852–1924) in der fünften Generation in Konkurs. Die Auswirkungen der in der zweiten Hälfte des 19. Jahrhunderts stark zunehmenden Industrialisierung und des damit verbundenen Siegeszugs der chemischen Industrie, die die bisher übliche Produktion von Farben auf natürlicher Basis schnell ablöste, schien bereits Siegmund Goldschmidt (1805–1868), Hermanns Vater und Urenkel des Firmengründers Hesse Goldschmidt, nicht erkannt zu haben. So wurde Vater Siegmund beispielsweise im Jahr 1865 in einem Gespräch mit seinem Schwiegersohn Carl Ladenburg, dem späteren Ehrenbürger Mannheims, mit folgenden Worten zitiert: „Ich habe zwar keine Zuversicht in die Entwicklungsmöglichkeiten der Teerfarben-Industrie, aber weil Sie’s sind, Carl, will ich ein paar Aktien nehmen.“